# Ângelo Assumpção
Ângelo Roberto Dias de Assumpcão (São Paulo, 18 de junho de 1996) é um atleta brasileiro de ginástica artística, Ângelo integrou a seleção de ginástica artística brasileira.

## Biografia
Ângelo nasceu em Sâo Paulo, na Zona Leste da cidade. Aos seis anos, sua mãe, Magali, o levou para um teste no Centro Olímpico quando viu um anúncio de que estavam abrindo equipes de ginástica, Ângelo passou nos testes e começou a treinar, aos 7 anos, ele foi para o Esporte Clube Pinheiros onde está até hoje.

## Carreira
Em 2015 foi medalha de ouro na Copa do Mundo de Ginástica Artística realizada em São Paulo. Há duas semanas da Copa, Ângelo não tinha patrocínio. O ginasta que ainda treina no Esporte Clube Pinheiros, recebia salário do clube e estava tentando renovar sua bolsa-atleta com o governo federal até a Olimpíada de 2016.

## Caso de racismo
Em 15 de maio de 2015, Arthur Nory Mariano, Fellipe Arakawa e Henrique Flores, apareceram em um vídeo divulgado na rede social Snapchat de Mariano, onde menosprezava o também atleta da seleção brasileira de ginástica artística, Ângelo Assumpção, com declarações consideradas racistas. Posteriormente, devido a repercussão, Mariano publicou um vídeo no Instagram dizendo que tudo não passava de uma "brincadeira": 
Fala galera, gostaríamos de pedir publicamente sinceras desculpas ao nosso amigo Angelo Assumpção. Aqui é uma equipe, aqui está tudo bem. Exageramos e passamos dos limites. O dia-a-dia, quem está presente sabe como é. Está repercutindo de uma forma negativa pra ter matérias. Aqui todo mundo gosta de todo mundo e sabe o que passamos. Por favor, não entendam mal! A gente conversa com o Angelo normal. A gente está com o Angelo normal. A galera não consegue entender a brincadeira. Quem me conhece, sabe como eu sou - disse Arthur Mariano.
A Confederação Brasileira de Ginástica emitiu uma nota dizendo que repudia "qualquer forma de racismo" e comprometendo-se a apurar a situação. No dia 20, a organização decidiu que os atletas envolvidos no vídeo seriam "afastados por 30 dias ou até a decisão final" - onde os atletas foram impedidos de participar de eventos nacionais e internacionais e tiveram suas bolsas e incentivos financeiros suspensos -, e encaminhou o caso para o Superior Tribunal de Justiça Desportiva. Seis dias depois, todos os ginastas foram ouvidos e tiveram suas versões dos fatos registrados. Na saída, Ângelo distribuiu abraços aos acompanheiros da Seleção Brasileira, e foi embora com membro da comissão técnica.
A audiência do processo ocorreu em 4 de junho de 2016, na sede do Supremo Tribunal de Justiça Desportivo, no Rio de Janeiro. Durante o depoimento, os ginastas admitiram que a brincadeira havia sido infeliz, e afirmaram não ter a intenção de ofender Ângelo Assumpção. A procuradora Adriana Soli, então, encaminhou o pedido de arquivamento do processo à presidência do STJD, que acabou acatando o pedido. Durante envento de um dos seus patrocinadores, em julho de 2016, Assumpção disse que foi impedido de falar sobre o assunto, por ordens da Confederação Brasileira de Ginástica, mas que "o relacionamento com os atletas ainda está mexido. Principalmente, com quem causou tudo isso que foi o Arthur Nory. Ele era meu amigo há mais de 10 anos, sempre soube que não poderia ter me exposto daquela maneira. O vídeo que ele (Arthur) fez foi a gota d’água. Depois, ainda achou tudo normal. Não acatei por completo a desculpa dele. O convívio continua, somos companheiros de clube e de seleção (Pinheiros-SP), mas a amizade não é a mesma", disse. Sobre os demais atletas, Assumpção afirmou que "não fiquei tão magoado. Nos conhecemos há cinco anos e sei que foi um caso isolado. Mas com o Arthur eu sei que não foi bem assim. Ele sempre passou dos limites, me pedia desculpas, mas nunca mostrou uma mudança de atitude. Sempre voltou a fazer as mesmas brincadeiras". Até hoje, Maria Luciene, presidente da Confederação Brasileira de Ginástica, não se pronunciou sobre o caso. Assumpção diz que por ser uma "situação que eu não estava acostumado a lidar (...) preferiram me blindar. Eles (a CBG) não queriam que eu falasse".

## Acusação de homofobia
O próprio Ângelo veio a ser acusado anos depois, em 2021, de ter assediado um colega menor de idade com epítetos homofóbicos durante os anos em que eles atuaram juntos, entre 2014 e 2019, no clube Pinheiros-SP.

## Principais resultados
Resultados mais significativos:
- Ouro na Copa do Mundo de Ginástica Artística 2015[3][14]
- Bronze no Campeonato Internacional Júnior, Yokohama, no Japão[15][16]
- Campeão Brasileiro 2012
- Campeão Sul-americano 2010 pela seleção
- 3 Vezes Campeão no Sul-americano 2012 pela seleção
- 6 Vezes Campeão Brasileiro
- 6 vezes campeão por equipe